# Михаил Псел
Михаил Псел (на гръцки: Мιχαηλ Ψελλος) е византийски философ, държавник и духовник, една от значимите фигури в динамичния политически и културен живот на Византийската империя през 11 век.

## Биография
Михаил Псел е роден през 1018 година в Константинопол. Явно първоначалният замисъл на роднините му бил да го направят търговец, но майка му настояла да продължи обучението си. Така получава солидна подготовка като ученик на Йоан Мавропус, поет и ритор (по-късно станал митрополит на Евхаита), в самото сърце на империята — родния Константинопол, град признат и от латините за значим център на знанието, съсредоточие на пространството на ойкуменето. По-сетне се издига като един от най-добрите дидаскали (учители) в Константинополската Академия. Широките познания по антична философия, право и риторика му носят поста първи ипат (консул) на философите и печелят признанието на императорския двор. Псел изиграва важна роля в развитието на византийската духовност, за оформянето на индивидуализма на учената мисъл от 11 век в противовес с енциклопедичното, еклектично и лишено от ярко новаторство предходно столетие. Обагрянето на византийската образователна система, както и на ролята на интелектуалците в обществения живот, с нови елементи също става с неговото дейно присъствие. Единадесетото столетие се превръща в апотеоз на хетеродоксията, на една винаги будна прослойка от интелектуалци, учители и ученици, които насърчават порива към естествените науки, античната мисъл и особено диалогичността като път към истината. Рефлексия на тези насоки е една друга важна дейност на Псел — преоткриването на античната метафизика (привсе силния рационализъм и критицизъм в творчеството му), адаптирана в неговата трактовка към християнския мироглед.
Същевременно, като всеки значим византийски интелектуалец, Михаил Псел е обвързан с управляващите кръгове, тоест с политическия живот на империята. Играе важна роля при управлението на императорите Михаил V (1041-1042) и Константин IX Мономах (1042-1055), който го удостоява с титла. Привсе, че е принуден да приеме монашеската схима, и да прекара известен период зад манастирски стени, Псел си възвръща позициите при Исак I Комнин (1057-1059), Константин X Дука (1059-1068), като при Михаил VII Дука (1071-1078) е пръв министър. Така става свидетел на една бурна политическа епоха — упадък на Македонска династия в средата на 11 век (по-точно 1059), по-сетне възшествието и залеза на рода Дука (1059-1078), та до овладяването на императорския престол от страна на династията Комнини (в 1081).
Въобще, Михаил Псел е същински академичен политик. Неговата политическа дейност като част от императорското обкръжение и академичните занимания с философия изпълват един динамичен живот. Както не без доза сарказъм отбелязва в две от писмата си (До анонимно лице и До съдията на тема Опсикион), разсъждавайки за живота си, скривайки се зад поставения образ на монаха Илия, човек бива разкъсван от две начала — духовното и земното, тленното: „Тъй, че нито възкачването в небесата бе лесна задача за него, нито земният му престой му носеше удовлетворение“. Всъщност той предлага и поема към един трети път — това е нишката пронизала живота му, пътят на универсалното познание.
Годината на кончината на Михаил Псел се отнася към 1096 или 1097.

## Значими произведения
Литературното наследство на Псел е дотолкова многообразно и голямо, че дълго време изследвачите са предполагали наличието на няколко книжовници-епигони. То включва — историческото съчинение Хронография, догматическото За силата на демоните, многобройни писма (до императорите Исак I Комнин, Константин X Дука и прочее) и слова (до император Константин IX Мономах, кесарисата Ирина, епископа на Евхаита Йоан и прочее).
Хронография бележи една от тенденциите в политическата мисъл на много от интелектуалните кръгове от 11 век - появата на известен скептицизъм спрямо императорската институция, критика към вярата в образа на идеалния василевс. Така разглеждайки епохата от интронацията на император Василий II Македонец (976) до издигането на престола на Никофор Вотаниат (1078), следвайки традиционния модел на етноцентризъм, Псел дава израз на личното си негодувание от злото, заложено в императорската власт, породено от склонността към ласкателства и стремеж към удовлетворяване на лични пристрастия, а не на общото благо. Някои василевси, твърди той, са добри в началото на своето управление, други — към края, но никой не бива добър през цялото време. Злото е заложено в характера на някои от тях, други стават жертва на лоши съветници. Често те са покосявани от физически и морални заболявания, обречени на упадък и развала, не понасят свободата на мисълта. Воднянка, подагра и зловонни болести превръщат някои от тях в трупове още приживе. Скептицизмът на Псел към божествените претенции на василевсите личи от думите му, че те не се задоволяват само с външните символи на властта (корона и пурпур), а се опитват да се издигнат над човечеството и да придобият божествената благословия.
Трябва да посочим, че сам Псел е съвременник на много от описаните събития, по този начин Хронография придобива и чертите на едно мемоарно съчинение. Така например е познавал лично Алусиан, ключова фигура в избухналото през 1040-1041 въстание в българските земи, което бива подробно описано. Битките за власт и жаждата за величие — ето какво тласка водачите: „Силният дух въскресява мъртъвци и стремежът към подвизи побеждава телесното безсилие“. Император Михаил IV Пафлагон е тежко болен от воднянка и епилепсия. Петър Делян (син на цар Гаврил Радомир от брака му с унгарска принцеса), водач на въстанието е представен като Долян (от гръцката дума за хитрост), човек с ниско потекло и безмерни амбиции. Алусиан (сам син на цар Иван Владислав), присъединил се към Петър Делян през 1040 е „...човек с благ нрав, блестящ ум и забележително положение“, не за друго, а защото предавайки каузата на българските въстаници „...обърна лошото положение в победа за императора“. Същият василевс, който чествайки триумфа си по случай победата над българите „Влезе тържествено в столицата... се клатеше на коня си като на погребение. Пръстите му... приличаха на пръсти на великан... толкова зле бяха вътрешностите му, а лицето му не беше запазило ни следа от предишния си вид“.
Интерес представлява догматическият текст За силата на демоните. В него се излага противоборството срещу евхаитската ерес, разпространена в Тракия и близка по идеите си до богомилството. Съчинението е изградено на диалогичен принцип — герои са поставените лица духовника Тимотей и Тракиеца, персона натоварена със задачата да последва и разучи сектата. Всъщност За силата на демоните апологетира нравствените норми на ортодоксалното християнство, като се осъжда ереста, рушаща социалните устои, почтеността на нравите и вярата в истинния Бог на спасението. Трябва да припомним и писмата и словата на Псел. Повечето от тях са ловка игра в метежния политически делник на Империята — например Писмо на Михаил Псел до император Исак Комнин, който е на поход срещу печенегите е същински апотеоз на победата на василевса над печенежкия вожд Селте от 1059: "Ако ме беше видял, когато за пръв път мълвата за победата прозвуча в ушите ми... аз веднага вдигнах ръце нагоре и колко високо завиках! Малко оставаше да заиграя. След това, като че ли бях обезумял". Явно добре изиграно опиянение от фигурата, стояща непоклатимо в центъра на ойкуменето.